# Guimond de Moulins
Guimond de Moulins también Wimund III de Molis, Widmund, Guitmund (m. 1082) fue un noble normando, señor de Castrum Molinis. Es el primer referente de la familia italo-normanda de la casa De Molisio que dio nombre a la región de Molise. Diversas fuentes le citan también como Guidomondo De Molisio, Guidmondo De Molisio o Guimondo De Molisio.
En los años 1040 y 1050, bajo el gobierno del duque de Normandía Guillermo el Bastardo, Guimond, descrito como «marqués» (en latín, señor de una marca o zona fronteriza). Castrum Molinis, está situado en el oeste de Normandía, en la región de Mortagne-au-Perche. Es la actual Moulins-la-Marche, situada hoy en el departamento de Orne. Los cronistas de la época citan a Guimond uno de los señores más valientes de su tiempo, pero con un carácter turbulento y violento.
Poco después de 1050, apoyó la revuelta ricardista de Guillermo de Talou, contra el duque Guillermo de Normandía, y entregó su fortaleza al rey Enrique I de Francia, aliado de Guillermo de Talou, que instaló allí una guarnición francesa. Tras la rendición de Guillermo de Talou en 1054, Guimond fue probablemente indultado por el duque Guillermo.Según Guillermo de Poitiers, los conspiradores se beneficiaron de un indulto ducal, «a cambio de una pena leve o incluso inexistente».
Sin embargo, sus hijos fueron excluidos de la herencia paterna y el duque Guillermo dispuso del castillo de Moulins en favor de Guillermo, hijo de Gauthier de Falaise (c. 1003-1049), a quien también concedió la mano de Aubrée, hija de Guimond. Los hijos de Guimond sabían que no habría futuro para ellos en Normandía mientras Guillermo gobernara y la familia vivía bajo la vergüenza y la humillación. La mayoría de ellos se dirigieron al sur de Italia, la descendencia de Guimond hizo historia para el nacimiento de la nación italiana. Con el tiempo, el nombre Moulins se convirtió en Molise, que sigue siendo el nombre de una región del sur de Italia.

## Herencia
Esposó con Emma fitz Geoffrey d'Hauteville (c. 1023-1082), una hija de Godofredo de Altavilla. De esa relación nacieron por lo menos 9 hijos. A resaltar:
- Alberada de Moulins, esposó con Raúl de La Roche-Tesson;
- Rudolf de Moulins (c. 1092), conde de Boiano;
- Guimond II de Moulins (c. 1075);
- Guillermo de Moulins;